# کادمیوم هیدرید
کادمیوم هیدرید (به انگلیسی: Cadmium hydride) با فرمول شیمیایی CdH• یک ترکیب شیمیایی است. که جرم مولی آن ۲۲۵٫۹ g/mol می‌باشد. 